# Inès Takeya
Inès Takeya (イネス竹屋, Inesu Takeya), née vers 1587 et morte décapitée le 10 septembre 1622, à Nagasaki (Japon), bienheureuse de l'Église catholique, martyre japonaise, était l'épouse d'un Japonais d'origine coréenne converti au christianisme. 

## Biographie
Inès Takeya était mariée au fidèle laïc coréen Côme Takeya Sozaburō, prisonnier de guerre lors de l'invasion japonaise de la Corée (1592-1598). Comme son mari, elle était membre de la Confrérie du Rosaire. À cette époque, les chrétiens étaient persécutés au Japon. Avec son mari et les personnes qui vivaient dans leur maison, elle est arrêtée dans la nuit du 13 décembre 1618 pour avoir hébergé des prêtres catholiques (parmi lesquels des missionnaires jésuites et dominicains qui étaient également emprisonnés à cette époque). Son mari, Côme Takeya Sozaburō, est exécuté en novembre 1619 pour avoir aidé des missionnaires. Inès Takeya est quant à elle décapitée à Nagasaki le 10 septembre 1622, vers l'âge de 35 ans. Son fils François âgé de 12 ans ainsi que trente compagnons au Japon sont exécutés le lendemain, vingt-cinq autres fidèles étant brûlés. Le 7 mai 1867, Inès Takeya est béatifiée avec son mari et son fils par le pape Pie IX, dans un groupe de 205 martyrs japonais de la période de persécution des chrétiens de 1618 à 1632.
La Bienheureuse Inès Takeya est liturgiquement commémorée le 10 septembre.